# Gare de Saint-Pierre-du-Vauvray
Gare de Saint-Pierre-du-Vauvray vasútállomás Franciaországban, Saint-Pierre-du-Vauvray településen.

## Vasútvonalak
Az állomást az alábbi vasútvonalak érintik:
- Párizs–Le Havre-vasútvonal

## Kapcsolódó állomások
A vasútállomáshoz az alábbi állomások vannak a legközelebb:
- Gare de Val-de-Reuil
- Gare de Gaillon - Aubevoye